# Pierre Lacotte
Pierre Lacotte (Chatou, 4 aprile 1932 – La Seyne-sur-Mer, 10 aprile 2023) è stato un ballerino, coreografo e direttore artistico francese.

## Biografia
Pierre Lacotte nacque a Chatou nel 1932 e all'età di dieci anni fu ammesso alla Scuola di danza dell'Opéra di Parigi. Nel 1946 si unì al corps de ballet e negli anni successivi scalò rapidamente i ranghi del balletto dell'Opéra di Parigi: nel 1947 fu promosso a solista, nel 1951 a primo solista e nel 1953 al rango di primo ballerino.
Parallelamente all'attività sulle scene, nel 1951 cominciò a coreografare pezzi propri. Nei primi anni cinquanta coreografò Exode, Renunciation, En bateau, Chansons e Vaincre. Nel 1954 ottenne il successo con La Nuit est une Sorcière, su una partitura originale di Sidney Bechet. Nello stesso anno lasciò l'Opéra e nel 1956 fondò il Ballets de la Tour Eiffel, con cui andò in tour in Francia e in Africa. In seguito a un incidente nel 1958, Lacotte fu costretto a fermarsi per diversi mesi, durante i quali si dedicò allo studio del balletto romantico. Nel 1959 sciolse i Ballets de la Tour Eiffer e continuò a danzare come ballerino freelance. Nel 1961 aiutò il giovane Rudol'f Nureev nella sua defezione dall'Unione Sovietica e nel 1963 divenne direttore artistico del Ballet des Jeunesses Musicales de France.
Nel 1971 divenne maître de ballet alla scuola di ballo dell'Opéra di Parigi e l'anno successivo vide una svolta nella sua carriera quando ricostruì le coreografie originali de La Sylphide per un adattamento televisivo del balletto con Michael Denard e Ghislaine Thesmar (sua moglie dal 1968) nel ruolo dei protagonisti. Dopo il successo ottenuto si dedicò interamente a ricreare le coreografie di balletti romantici: Coppélia (1973), La Vivandière (1976), Le Papillon (1982), La figlia del faraone (2000), Paquita (2001) e Ondine (2006). Si occupò inoltre di ricreare le coreografie di Giselle (1978), Il lago dei cigni (1998) e Lo schiaccianoci (2000), oltre che i balletti di Michel Fokine L'uccello di fuoco (1991) e Lo spettro della rosa (1997).
Tra il 1985 e il 1988 fu direttore associato dei Ballets de Monte Carlo, con cui tornò a coreografare nuovi balletti (L'apprenti sorcier, Te Deum, Vingt-quatre heures de la vie d’une femme). Tra il 1991 e il 1999 fu direttore artistico del Ballet national de Nancy et de Lorraine. Nel 2012 vinse il Prix Benois de la Danse alla carriera.
È morto nel 2023 a 91 anni.

## Nella cultura di massa
Lacotte è stato interpretato da Raphaël Personnaz nel film Nureyev - The White Crow diretto da Ralph Fiennes.